# Legadue 2008-2009
Il Campionato di Legadue di pallacanestro 2008-2009 è stata la seconda edizione del torneo organizzato dalla Legadue.
Il Fabriano Basket trasferisce la propria sede a Roseto creando così la nuova Pallacanestro Roseto 1946.

## Regolamento

### Formula
Le 16 squadre partecipanti disputano un girone unico all'italiana, con partite d'andata e ritorno. Al termine della stagione regolare, la prima classificata è promossa in Serie A per la stagione 2009-10, mentre le squadre classificate dal 2º al 9º posto sono ammesse ai play-off, che si giocheranno al meglio delle cinque partite, con le gare 1, 2 e 5 in casa della compagine meglio piazzata in campionato, e che decreteranno il nome della seconda squadra promossa.

Le squadre classificate al 15º e al 16º posto nella stagione regolare retrocederanno in B1.

### Regole per comporre i quintetti
Devono essere presentati a referto 10 giocatori, di cui:
- italiani: minimo 6, di cui almeno 5 di formazione italiana e non più di 1 naturalizzato,
- extracomunitari: al massimo 2,
- "passaportati": al massimo 1.

### Mercato
Durante lo svolgimento del campionato le società possono modificare le proprie squadre all'interno di tre periodi, detti finestre, di mercato.
La prima finestra va dal 21 novembre al 5 dicembre 2008, la seconda dal 30 gennaio al 13 febbraio 2009, la terza dal 26 marzo al 9 aprile 2009.
Al di fuori di queste finestre è possibile tesserare un giocatore entro questi termini ultimi: 28 febbraio 2009 per passaggi da una squadra di Legadue all'altra; il 28 marzo 2009 per passaggi da campionati LNP a Legadue; il 31 marzo 2009 per passaggi dalla Lega A alla Legadue; il 30 aprile 2009 per nuovi tesseramenti dall'estero.

## Stagione regolare

### Classifica
|  |     | Classifica 2008-2009      | Pt | G  | V  | P  | PF   | PS   |
|  | --- | ------------------------- | -- | -- | -- | -- | ---- | ---- |
|  | 1.  | Cimberio Varese           | 42 | 30 | 21 | 9  | 2464 | 2364 |
|  | 2.  | Prima Veroli              | 38 | 30 | 19 | 11 | 2329 | 2212 |
|  | 3.  | Vanoli Soresina           | 36 | 30 | 18 | 12 | 2412 | 2442 |
|  | 4.  | Fastweb Casale Monferrato | 34 | 30 | 17 | 13 | 2368 | 2250 |
|  | 5.  | Banco di Sardegna Sassari | 34 | 30 | 17 | 13 | 2403 | 2331 |
|  | 6.  | Fileni Jesi               | 30 | 30 | 15 | 15 | 2425 | 2366 |
|  | 7.  | Coopsette Rimini          | 30 | 30 | 15 | 15 | 2452 | 2392 |
|  | 8.  | Edimes Pavia              | 30 | 30 | 15 | 15 | 2471 | 2473 |
|  | 9.  | Harem Scafati             | 30 | 30 | 15 | 15 | 2366 | 2394 |
|  | 10. | Energetic Livorno         | 30 | 30 | 15 | 15 | 2464 | 2473 |
|  | 11. | Umana Venezia             | 28 | 30 | 14 | 16 | 2251 | 2268 |
|  | 12. | Enel Brindisi             | 28 | 30 | 14 | 16 | 2349 | 2399 |
|  | 13. | Carmatic Pistoia          | 26 | 30 | 13 | 17 | 2210 | 2206 |
|  | 14. | Trenkwalder Reggio Emilia | 26 | 30 | 13 | 17 | 2255 | 2271 |
|  | 15. | Aget Service Imola        | 20 | 30 | 10 | 20 | 2320 | 2486 |
|  | 16. | Seven 2007 Roseto         | 18 | 30 | 9  | 21 | 2224 | 2436 |

### Risultati
| Prima giornata |                       |          |
| 05-10-08       |                       | 18-01-09 |
| 84-67          | Reggio Emilia-Venezia | 63-74    |
| 90-83          | Sassari-Pavia         | 76-79    |
| 71-67          | Pistoia-Veroli        | 80-85    |
| 90-95          | Rimini-Jesi           | 89-97    |
| 87-76          | Livorno-Triboldi      | 100-104  |
| 78-80          | Roseto-Varese         | 62-86    |
| 67-65          | Brindisi-Casale M.    | 55-75    |
| 73-70          | Scafati-Imola         | 77-69    |

| Quarta giornata |                      |          |
| 26-10-08        |                      | 05-02-09 |
| 61-47           | Varese-Rimini        | 78-89    |
| 94-68           | Jesi-Roseto          | 79-80    |
| 67-69           | Sassari-Scafati      | 93-97    |
| 86-80           | Casale M.-Livorno    | 77-82    |
| 91-92           | Pavia-Brindisi       | 86-87    |
| 79-68           | Veroli-Reggio Emilia | 82-67    |
| 85-102          | Imola-Pistoia        | 58-84    |
| 80-90           | Venezia-Triboldi     | 85-95    |

| Settima giornata |                      |          |
| 16-11-08         |                      | 22-02-09 |
| 92-88            | Varese-Jesi          | 91-88    |
| 76-48            | Reggio Emilia-Roseto | 76-69    |
| 79-75            | Triboldi-Pistoia     | 61-71    |
| 70-60            | Sassari-Brindisi     | 73-66    |
| 88-80            | Casale M.-Pavia      | 76-77    |
| 87-92            | Livorno-Scafati      | 84-81    |
| 70-54            | Veroli-Venezia       | 80-71    |
| 71-85            | Imola-Rimini         | 91-85    |

| Decima giornata |                    |          |
| 07-12-08        |                    | 22-03-09 |
| 91-77           | Varese-Imola       | 76-86    |
| 73-61           | Jesi-Reggio Emilia | 66-71    |
| 84-85           | Sassari-Casale M.  | 73-79    |
| 96-70           | Pistoia-Livorno    | 80-86    |
| 88-71           | Pavia-Venezia      | 73-84    |
| 85-76           | Veroli-Triboldi    | 81-62    |
| 87-72           | Roseto-Scafati     | 75-93    |
| 77-83           | Brindisi-Rimini    | 91-104   |

| Tredicesima giornata |                       |          |
| 22-12-08             |                       | 09-04-09 |
| 85-73                | Scafati-Casale M.     | 61-82    |
| 84-91                | Reggio Emilia-Sassari | 55-69    |
| 85-76                | Triboldi-Imola        | 83-75    |
| 87-75                | Pistoia-Pavia         | 61-65    |
| 58-65                | Rimini-Venezia        | 63-69    |
| 83-71                | Livorno-Jesi          | 64-90    |
| 65-72                | Roseto-Veroli         | 51-75    |
| 94-83                | Brindisi-Varese       | 82-83    |

| Seconda giornata |                     |          |
| 12-10-08         |                     | 25-01-09 |
| 77-72            | Varese-Livorno      | 68-70    |
| 76-69            | Jesi-Pistoia        | 71-72    |
| 89-84            | Triboldi-Roseto     | 67-83    |
| 89-82            | Casale M.-Rimini    | 77-78    |
| 94-82            | Pavia-Reggio Emilia | 78-76    |
| 66-57            | Veroli-Scafati      | 74-81    |
| 85-81            | Imola-Sassari       | 81-108   |
| 79-72            | Venezia-Brindisi    | 84-86    |

| Quinta giornata |                         |          |
| 02-11-08        |                         | 08-02-09 |
| 94-84           | Scafati-Varese          | 92-102   |
| 87-91           | Reggio Emilia-Casale M. | 74-86    |
| 78-65           | Triboldi-Jesi           | 85-105   |
| 74-68           | Pistoia-Brindisi        | 72-73    |
| 78-81           | Rimini-Sassari          | 62-71    |
| 84-75           | Livorno-Veroli          | 84-89    |
| 96-95           | Roseto-Pavia            | 73-80    |
| 71-66           | Imola-Venezia           | 70-79    |

| Ottava giornata |                        |          |
| 23-11-08        |                        | 08-03-09 |
| 87-91           | Scafati-Triboldi       | 60-69    |
| 84-73           | Jesi-Casale M.         | 72-70    |
| 93-89           | Sassari-Livorno        | 89-91    |
| 53-56           | Pistoia-Venezia        | 69-68    |
| 72-82           | Rimini-Veroli          | 94-101   |
| 74-83           | Pavia-Varese           | 100-102  |
| 92-95           | Roseto-Imola           | 78-87    |
| 49-58           | Brindisi-Reggio Emilia | 90-84    |

| Undicesima giornata |                       |          |
| 09-12-08            |                       | 29-03-09 |
| 66-59               | Scafati-Brindisi      | 77-74    |
| 69-66               | Reggio Emilia-Pistoia | 61-68    |
| 78-69               | Triboldi-Sassari      | 97-100   |
| 98-90               | Casale M.-Varese      | 72-77    |
| 88-70               | Rimini-Roseto         | 79-67    |
| 92-81               | Livorno-Pavia         | 81-91    |
| 85-79               | Imola-Veroli          | 61-76    |
| 84-59               | Venezia-Jesi          | 91-85    |

| Quattordicesima giornata |                     |          |
| 04-01-09                 |                     | 19-04-09 |
| 86-97                    | Scafati-Pavia       | 69-77    |
| 65-49                    | Varese-Triboldi     | 85-93    |
| 65-73                    | Jesi-Veroli         | 70-71    |
| 80-76                    | Sassari-Pistoia     | 69-67    |
| 84-76                    | Casale M.-Venezia   | 62-81    |
| 84-90                    | Livorno-Rimini      | 81-91    |
| 64-71                    | Roseto-Brindisi     | 85-97    |
| 81-93                    | Imola-Reggio Emilia | 62-69    |

| Terza giornata |                        |          |
| 19-10-08       |                        | 01-02-09 |
| 63-71          | Scafati-Venezia        | 92-98    |
| 85-67          | Reggio Emilia-Triboldi | 75-81    |
| 86-83          | Sassari-Veroli         | 81-69    |
| 71-73          | Pistoia-Varese         | 59-90    |
| 99-70          | Rimini-Pavia           | 97-95    |
| 83-75          | Livorno-Imola          | 79-86    |
| 75-66          | Roseto-Casale M.       | 56-86    |
| 85-93          | Brindisi-Jesi          | 80-78    |

| Sesta giornata |                      |          |
| 09-11-08       |                      | 15-02-09 |
| 96-80          | Scafati-Pistoia      | 61-74    |
| 84-70          | Jesi-Sassari         | 75-84    |
| 65-63          | Casale M.-Veroli     | 79-75    |
| 70-75          | Rimini-Reggio Emilia | 96-77    |
| 83-91          | Pavia-Imola          | 67-62    |
| 82-77          | Roseto-Livorno       | 77-92    |
| 70-71          | Venezia-Varese       | 86-87    |
| 87-81          | Brindisi-Triboldi    | 75-87    |

| Nona giornata |                   |          |
| 30-11-08      |                   | 15-03-09 |
| 96-89         | Varese-Sassari    | 80-73    |
| 87-74         | Reggio E.-Scafati | 71-75    |
| 96-92         | Triboldi-Rimini   | 82-74    |
| 81-61         | Casale M.-Pistoia | 72-75    |
| 92-87         | Livorno-Brindisi  | 70-79    |
| 68-82         | Veroli-Pavia      | 83-91    |
| 82-84         | Imola-Jesi        | 76-79    |
| 77-88         | Venezia-Roseto    | 93-84    |

| Dodicesima giornata |                      |          |
| 14-12-08            |                      | 05-04-09 |
| 75-77               | Varese-Reggio Emilia | 89-87    |
| 91-84               | Jesi-Scafati         | 87-100   |
| 71-73               | Sassari-Roseto       | 73-65    |
| 81-86               | Pistoia-Rimini       | 66-76    |
| 93-81               | Pavia-Triboldi       | 76-79    |
| 89-79               | Veroli-Brindisi      | 90-82    |
| 79-78               | Imola-Casale M.      | 70-86    |
| 65-79               | Venezia-Livorno      | 62-80    |

| Quindicesima giornata |                       |          |
| 11-01-09              |                       | 26-04-09 |
| 77-71                 | Reggio Emilia-Livorno | 86-90    |
| 81-80                 | Triboldi-Casale M.    | 70-87    |
| 63-76                 | Pistoia-Roseto        | 87-73    |
| 90-79                 | Rimini-Scafati        | 65-73    |
| 83-72                 | Pavia-Jesi            | 67-89    |
| 77-68                 | Veroli-Varese         | 70-81    |
| 70-69                 | Venezia-Sassari       | 75-80    |
| 85-72                 | Brindisi-Imola        | 100-91   |

## Play-off
|  | Quarti di finale | Quarti di finale          | Quarti di finale          | Quarti di finale          | Quarti di finale | Quarti di finale | Quarti di finale |  |  | Semifinali                | Semifinali                | Semifinali                | Semifinali                | Semifinali      | Semifinali | Semifinali |    |    | Finale                    | Finale                    | Finale                    | Finale | Finale | Finale | Finale |  |
|  |                  |                           |                           |                           |                  |                  |                  |  |  |                           |                           |                           |                           |                 |            |            |    |    |                           |                           |                           |        |        |        |        |  |
|  | 2                | Prima Veroli              | Prima Veroli              | 65                        | 69               | 77               | 63               |  |  |                           |                           |                           |                           |                 |            |            |    |    |                           |                           |                           |        |        |        |        |  |
|  | 9                | Harem Scafati             | Harem Scafati             | 70                        | 68               | 82               | 75               |  |  | Harem Scafati             | Harem Scafati             | Harem Scafati             | Harem Scafati             | 52              | 58         | 74         |    |    |                           |                           |                           |        |        |        |        |  |
|  | 5                | Banco di Sardegna Sassari | 94                        | 68                        | 81               | 109              | 78               |  |  | Banco di Sardegna Sassari | Banco di Sardegna Sassari | Banco di Sardegna Sassari | Banco di Sardegna Sassari | 70              | 74         | 82         |    |    |                           |                           |                           |        |        |        |        |  |
|  | 6                | Fileni Jesi               | 67                        | 78                        | 89               | 107              | 66               |  |  |                           |                           |                           |                           |                 |            |            |    |    | Banco di Sardegna Sassari | Banco di Sardegna Sassari | Banco di Sardegna Sassari | 103    | 110    | 75     | 68     |  |
|  | 4                | Fastweb Casale Monferrato | Fastweb Casale Monferrato | Fastweb Casale Monferrato | 90               | 77               | 79               |  |  |                           |                           | Vanoli Soresina           | Vanoli Soresina           | Vanoli Soresina | 110        | 108        | 77 | 75 |                           |                           |                           |        |        |        |        |  |
|  | 7                | Coopsette Rimini          | Coopsette Rimini          | Coopsette Rimini          | 83               | 57               | 68               |  |  | Fastweb Casale Monferrato | Fastweb Casale Monferrato | 66                        | 91                        | 74              | 89         | 83         |    |    |                           |                           |                           |        |        |        |        |  |
|  | 3                | Vanoli Soresina           | Vanoli Soresina           | 90                        | 87               | 47               | 73               |  |  | Vanoli Soresina           | Vanoli Soresina           | 77                        | 84                        | 75              | 77         | 87         |    |    |                           |                           |                           |        |        |        |        |  |
|  | 8                | Edimes Pavia              | Edimes Pavia              | 83                        | 74               | 66               | 68               |  |  |                           |                           |                           |                           |                 |            |            |    |    |                           |                           |                           |        |        |        |        |  |

## Statistiche individuali
| pos | marcatori 2008-2009            | pres | punti | media |  | pos | marcatori 2008-2009       | pres | punti | media |  |
| --- | ------------------------------ | ---- | ----- | ----- |  | --- | ------------------------- | ---- | ----- | ----- |  |
| 1.  | Joe Bunn (Imola)               | 28   | 648   | 23,14 |  | 16. | Kyle Hines (Veroli)       | 30   | 510   | 17,00 |  |
| 2.  | Marcelus Kemp (Livorno)        | 30   | 621   | 20,70 |  | 17. | J.R. Pinnock (Roseto)     | 20   | 325   | 16,25 |  |
| 3.  | Zabian Dowdell (Casale Monf.)  | 30   | 620   | 20,67 |  | 18. | Jaime Lloreda (Roseto)    | 19   | 290   | 15,26 |  |
| 4.  | Marcus Hatten (Brindisi)       | 30   | 618   | 20,60 |  | 19. | Michael Cuffee (Jesi)     | 29   | 440   | 15,17 |  |
| 5.  | Troy Bell (Triboldi)           | 30   | 599   | 19,97 |  | 20. | Nate Green (Venezia)      | 18   | 268   | 14,89 |  |
| 6.  | Boo Davis (Scafati)            | 30   | 588   | 19,60 |  | 21. | Anthony Maestranzi (Jesi) | 22   | 325   | 14,77 |  |
| 7.  | Trent Whiting (Sassari)        | 29   | 565   | 19,48 |  | 22. | Afik Nissim (Veroli)      | 26   | 382   | 14,69 |  |
| 8.  | Marco Killingsworth (Brindisi) | 30   | 578   | 19,27 |  | 23. | Germán Scarone (Rimini)   | 30   | 438   | 14,60 |  |
| 9.  | Alvin Young (Reggio Emilia)    | 30   | 577   | 19,23 |  | 24. | Jeff Viggiano (Pavia)     | 30   | 434   | 14,47 |  |
| 10. | Jason Rowe (Sassari)           | 30   | 577   | 19,23 |  | 25. | Giacomo Galanda (Varese)  | 30   | 429   | 14,30 |  |
| 11. | Paul Marigney (Pavia)          | 30   | 573   | 19,10 |  | 26. | Quadre Lollis (Triboldi)  | 22   | 313   | 14,23 |  |
| 12. | Jermaine Boyette (Livorno)     | 30   | 567   | 18,90 |  | 27. | Thomas Mobley (Pavia)     | 29   | 407   | 14,03 |  |
| 13. | Michele Maggioli (Jesi)        | 30   | 561   | 18,70 |  | 28. | Chris McCray (Rimini)     | 29   | 391   | 13,48 |  |
| 14. | Phil Goss (Rimini)             | 30   | 545   | 18,17 |  | 29. | Elton Tyler (Pistoia)     | 30   | 403   | 13,43 |  |
| 15. | Kristaps Janičenoks (Venezia)  | 19   | 344   | 18,11 |  | 30. | Kaniel Dickens (Varese)   | 27   | 360   | 13,33 |  |

## Verdetti
- Promosse in serie A: Pall. Varese, Triboldi.
- Ripescata in Legadue: A. Costa Imola
- Retrocessa in serie A Dilettanti: Pall. Roseto
- Al termine della stagione Livorno non si è iscritta al campionato.